# Pseudocatharylla chalcipterus
Pseudocatharylla chalcipterus là một loài bướm đêm trong họ Crambidae.